# Магелланова спіральна галактика

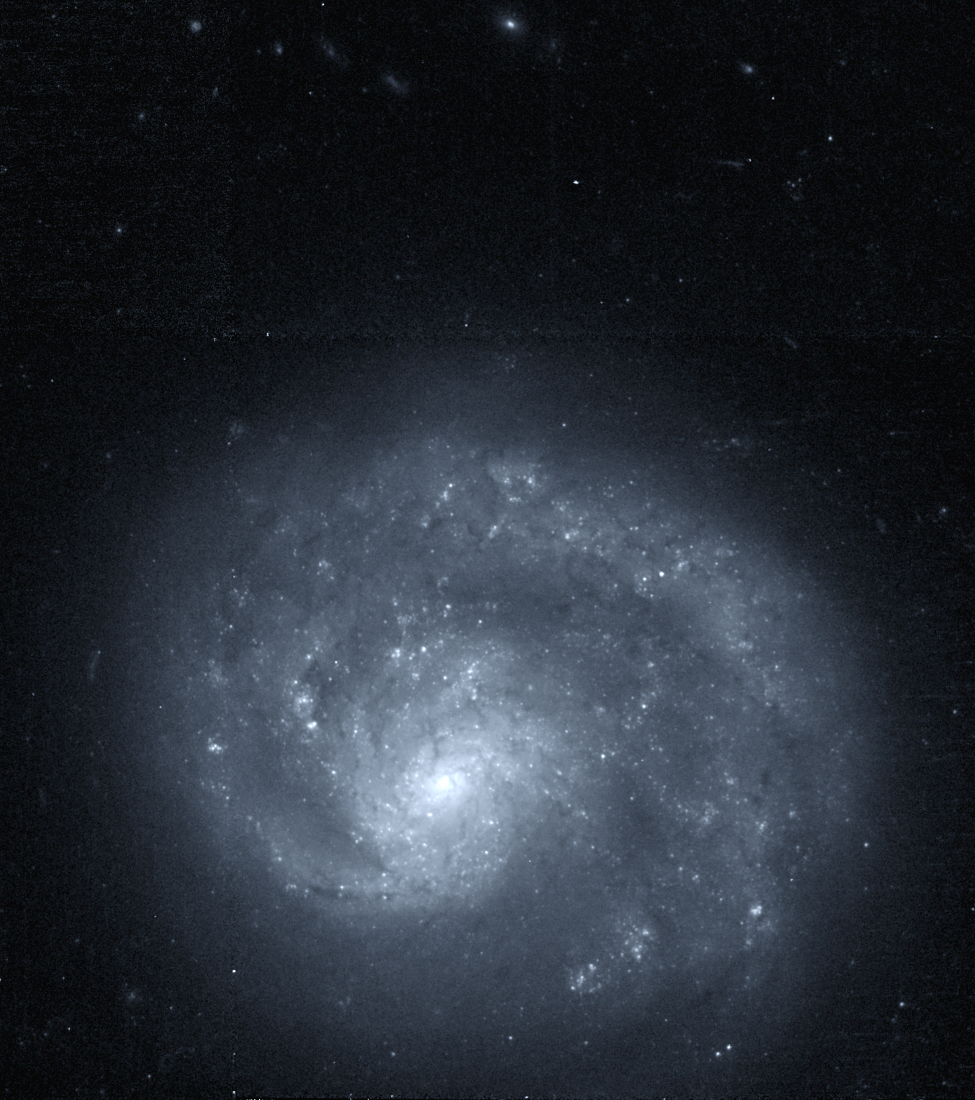
одна з Магелланових спіральних галактик

Магелланові спіральні галактики (англ. Magellanic spiral) — карликові галактики (зазвичай), що позначаються як Sm (SAm, SBm, SABm). Є галактиками з єдиним спіральним рукавом; називаються так на кшталт галактики-прототипу, Великої Магелланової Хмари, галактиці типу SBm. Магелланові спіральні галактики можна вважати проміжним типом між карликовими спіральними галактиками і неправильними галактиками.

## Історія
SAm-галактики є підтипом спіральних галактик без перемички, а SBm-галактики є різновидом спіральних галактик з перемичкою. SABm є підтипом перехідних спіральних галактик.
Галактики типів Sm і Im також класифікуються як неправильні галактики, що володіють деякою структурою (підтип Irr-1). Sm-галактики часто є асиметричними і схильними до руйнування.